# Charles Carmichael Lacaita
Charles Carmichael Lacaita, född 5 april 1853, död 17 juli 1933, var en brittisk botaniker av italiensk börd. Han var även liberal politiker och ledamot av brittiska parlamentet 1885–1887 som representant för Dundee.

## Genealogi
Föräldrar var Sir James Philip Lacaita och Maria Clavering Gibson-Carmichael.
I hans första äktenskap 1885 med Mary Annabel Doyle föddes Sidney Gwendolen Windsor-Cleave 10 maj 1886. Ett andra äktenskap var med Marie Antoinette Lacaite.

## Botanisk verksamhet
Charles Carmichael Lacaita intresserade sig särskilt för Pteridophytes (ormbunkväxter) och Spermatophytes (fröväxter) i Italiens flora.
Han har beskrivit och namngivit följande arter:
- Athamanta lacaitae
- Campanula pseudostenocodon
- Echium judaeum
- Helianthemum jonium
- Knautia lucana
- Laserpitium gallecium
- Limonium remotispiculum
- Rhododendron decipiens
- Scilla pauli
- Thapsia nitida

Auktorsnamnet Lacaita kan användas för Charles Carmichael Lacaita i samband med ett vetenskapligt namn inom botaniken; se Wikipediaartiklar som länkar till auktorsnamnet.

## Resor
- 1913 Sikkim
- 1925–1928 Spanien

## Eponymer
- (Asteraceae) Centaurea lacaitae Peruzzi, 2008
  - Cirsium lacaitai Petr., 1914
- (Boraginaceae) Echium lacaitae Sennen
- (Brassicaceae) Draba lacaitae Boiss., 1888
- (Caryophyllaceae) Cerastium lacaitae Barberis, Bechi & Miceli
  - Silene lacaitae Willk.
- (Cistaceae) Halimiocistus × lacaitae Dans.
- Lacaitadea Brand, 1914
- (Lamiaceae) Micromeria lacaitae Lojac.
  - Sideritis lacaitae Font Quer, 1924
  - Thymus lacaitae Pau, 1929
- (Leguminosae) Lathyrus lacaitae Czefr., 1965
- (Liliaceae) Gagea lacaitae N.Terracc. ex Lojac.1904
- (Orchidaceae) Ophrys lacaitae Lojac.1909
- (Plumbaginaceae) Armeria lacaitae (Villar) Rivas Mart.